# كامبانا (مقاطعة بوينس آيرس)
كامبانا، مقاطعة بوينس آيرس (بالإسبانية: Campana, Buenos Aires Province)‏ هي منطقة سكنية تقع في الأرجنتين في Campana Partido. يقدر عدد سكانها بـ 94,333 نسمة وترتفع عن سطح البحر 20 متر.

## أعلام
- اينزو فيريرو
- أدريان ايمانويل مارتينيز
- روبين غونزاليس